# Cryogenics
Cryogenics is een internationaal, aan collegiale toetsing onderworpen wetenschappelijk tijdschrift op het gebied van de natuurkunde.
Het wordt uitgegeven door Butterworth Scientific en verschijnt maandelijks.
Het eerste nummer verscheen in 1960.